# Thymaris longicornis
Thymaris longicornis là một loài tò vò trong họ Ichneumonidae.